# 朝天门街道
朝天门街道，是中华人民共和国重庆市渝中區下辖的一个乡镇级行政单位。

## 历史沿革
1958年由马王庙、龙王庙街道合并建朝天门街道。1960年更名朝天门公社。1978年恢复朝天门街道的名称。2006年6月与朝天门广场综合管理处合署办公。2015年1月,原朝天门街道办事处、望龙门街道办事处、朝天门市场管理处合并为朝天门街道办事处。

## 行政区划
朝天门街道下辖以下地区：
陕西路社区、朝千路社区、棉花街社区、白象街社区、二府衙社区、湖广会馆社区和巴县衙门社区。

## 交通
- 朝天门站